# Richard B. Glickman
Richard Bruce Glickman (* 31. Oktober 1926 in New York City, Vereinigte Staaten; † 18. Februar 2018 in Sherman Oaks, Kalifornien) war ein US-amerikanischer Filmtechniker und Ingenieur. Er gilt als einer der Erfinder der Nebelmaschine und wurde mit einem Technik-Oscar ausgezeichnet.

## Leben und Wirken
Richard Bruce Glickman kam bereits als Kind mit seiner Familie nach Los Angeles, wo er die Audubon Junior High und die Dorsey High School besuchte. 1943 wurde er zum Kriegsdienst eingezogen. Nach seinem Universitäts-Abschluss (Bachelor of Science) in Maschinentechnik an der UCLA (1948) war Glickman zunächst im nicht-filmischen Bereich tätig. Er arbeitete in den Bereichen Raketenentwicklung und -technik sowie in Fragen der Erdölraffinierung und Zündflammensicherung und wurde schließlich 1959 zum Chefingenieur bei der Firma ColorTran Industries bestellt. Hier leitete er die Innovationen im Bereich von Beleuchtungsanlagen, die letztlich auch für die Filmindustrie von beträchtlicher Bedeutung werden sollten. 1965 wurden Glickman und seine beiden Kollegen Milton Forman und Daniel J. Pearlman mit je einem Technik-Oscar für die Fortschritte bei der Gestaltung und Anwendung von Beleuchtungseinheiten mit Quarz-Jodlampen bei der Filmkamerafotografie ausgezeichnet. 
Glickman verfasste auch mehrere Artikel für Fachzeitschriften der Society of Motion Picture and Television Engineers. 1971 stieg Glickman zum technischen Ratgeber von Robert Hagel auf, dem damaligen Präsidenten der Burbank-Filmstudios. Die von Glickman entwickelte Nebelmaschine entstand, als er für Rosco Laboratories tätig war und wurde bald Standard bei Hollywood-Film- und Fernsehproduktionen. Darüber hinaus entwickelte Richard Glickman eigenständig einen Lichtzähler speziell für Kameraleute und entwarf, produzierte und vermarktete eine Reihe von Studio-Elektroanschlüssen, die Stage Connectors genannt werden. 2003 ehrte ihn die Academy of Motion Picture Arts and Sciences mit der John A. Bonner-Medaille und ernannte ihn 2011 zum so genannten Science Fellow.
Richard Bruce Glickman war 68 Jahre lang mit ein und derselben Frau verheiratet. Dieser Ehe entstammen zwei Söhne.